# Пътят на безпътните
„Пътят на безпътните“ е български игрален филм от 1928 година, по сценарий и режисура на Васил Гендов. Оператор е Христо Константинов.

## Актьорски състав
- Васил Гендов – Михаил
- Милка Ерато – Ана
- Жана Гендова – Лена
- Бистра Фол – Дора
- Матей Тодоров – Стефан
- Владимир Трендафилов – Николай
- Никола Балабанов – Келнерът
- Митко Гендов – Детето на Лена
- Георги Хинчев
- Невена Дочева
- Иван Станев
- Зора Македонска
- Дочо Касабов
- Иванка Касабова
- Елена Балабанова
- Елена Христова